# Stoloteuthis leucoptera
Stoloteuthis leucoptera is een dwerginktvis uit het geslacht Stoloteuthis.

## Kenmerken
Vrouwtjes zijn gemiddeld groter dan mannetjes. Ze bereiken een mantellengte van ongeveer 18 mm.

## Verspreiding en leefgebied
De soort komt voor in de Atlantische Oceaan, de Middellandse Zee en het zuidwesten van de Indische Oceaan. In het westen van de Atlantische Oceaan komt de soort voor van de Saint Lawrencebaai tot de Straat Florida, in het oosten van de Atlantische Oceaan wordt de soort aangetoffen in de Golf van Biskaje. In de Middellandse Zee komt ze voor in het noorden en zuiden van de Tyrreense Zee, de Ligurische Zee en aan het eiland Gorgona. De soort is ook waargenomen in de Benguelastroom aan Namibië. Daarnaast zijn er ook nog niet geverifieerde waarnemingen aan de kusten ten oosten van Tasmanië.